# Býchory
Býchory è un comune della Repubblica Ceca facente parte del distretto di Kolín, in Boemia Centrale.

## Monumenti e luoghi d'interesse
- Castello di Býchory. Edificio in stile neogotico dove visse il violinista e compositore Jan Kubelík e dove nacque il figlio, il compositore e direttore d'orchestra Rafael Kubelík.